# El Tránsito
El Tránsito è un comune del dipartimento di San Miguel, in El Salvador.